# Schloss Falkenberg (Klagenfurt am Wörthersee)

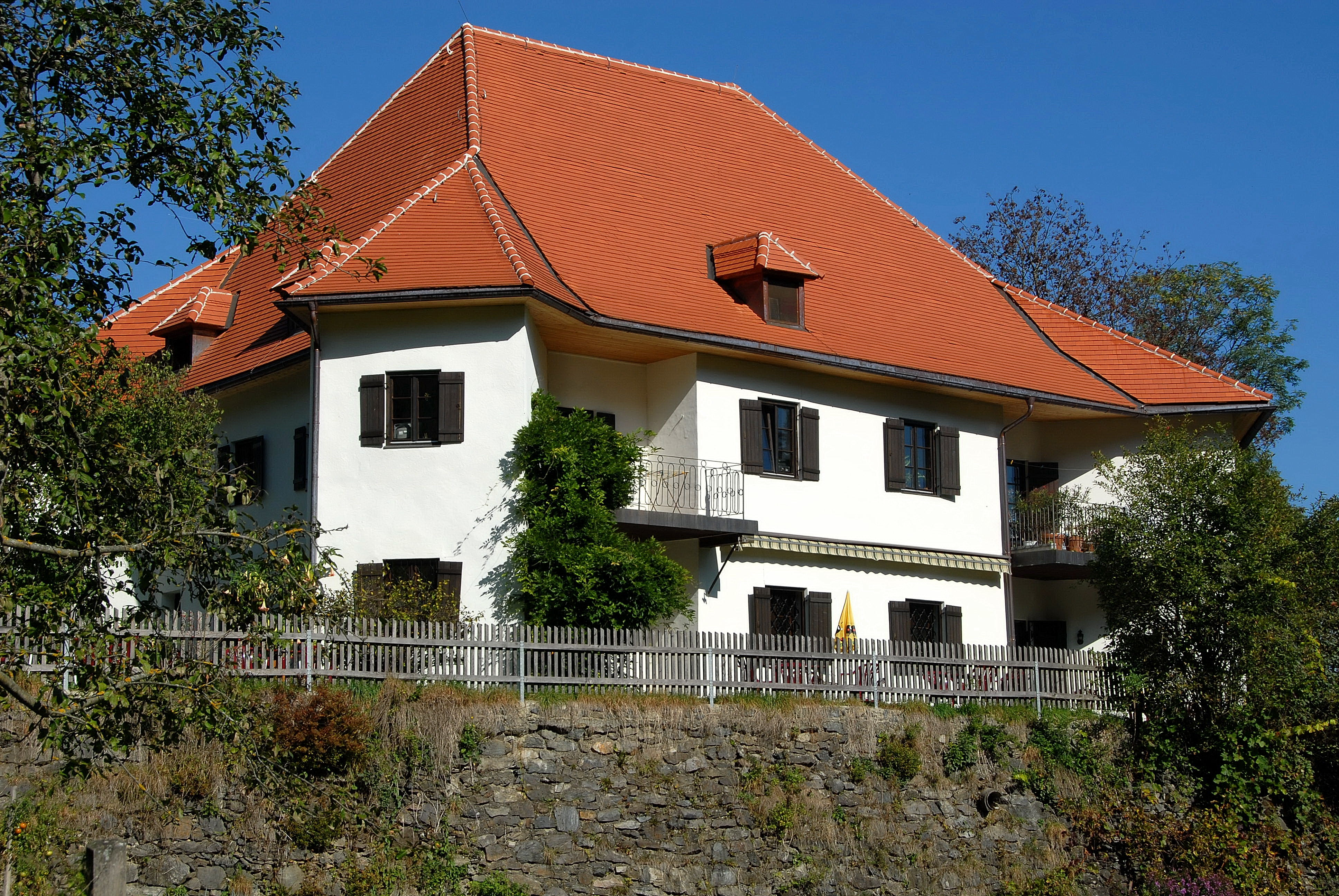
Schloss Falkenberg (2006)

Schloss Falkenberg ist ein schlossartiges Gebäude am Falkenberg im Nordwesten der Kärntner Landeshauptstadt Klagenfurt am Wörthersee. Der ursprünglich bäuerliche Hof wurde um das Jahr 1686 zu einem Edelmannssitz ausgebaut. Das denkmalgeschützte Gebäude dient heute als Gasthof und Fremdenpension.

## Geschichte
Johann Weichard von Valvasor nannte um das Jahr 1680 eine Burg Falkenstein im sogenannten Falkenwald. Davon sind heute keine Überreste mehr erhalten. Das spätere Schloss wurde in den Jahren 1569 und 1580 erstmals genannt. Es war im 16. Jahrhundert ein bäuerliches Lehen. Die Familie Faulner, die das nahegelegene Schloss Drasing besaß, erwarb Falkenberg, musste aber als Protestanten im Zuge der Gegenreformation das Land verlassen. Anschließend belehnte Kaiser Ferdinand II. Im Jahr 1630 Johann Christof Deutenhofer mit der Herrschaft Drasing. Dessen Sohn erwarb zahlreiche weitere Herrschaften im Umkreis von Klagenfurt, die unter seinen Söhnen aufgeteilt wurden. Dabei fiel Falkenberg an Johann David von Deutenhofen, der es an Georg Sigmund von Hallerstein weiterverkaufte. Dieser ließ den Hof im Jahr 1686 zu einem Edelmannsitz ausbauen. 
Nach ihm wechselte das Anwesen häufig den Besitzer. Bekannte Eigentümer waren unter anderem Claudius von Schneeweiß (1715), Anton von Fromiller (1716), Leopold von Rechbach (1758), Leopold von Grottenegg (1758), Anton Werzer (1798) und Andreas von Buzzi (1835). Von 1938 an besaß der Schriftsteller Bill Bem Schloss Falkenberg. Seit dem Jahr 1945 ist Schloss Falkenberg im Besitz der Familie Gröblacher, die es als Restaurant und Fremdenpension nutzt.

## Baubeschreibung
Schloss Falkenberg liegt am Fuße des Falkenbergs auf einem vorgelagerten Plateau und ist von Wiesen und Wäldern umgeben. Das zweigeschoßige Gebäude über rechteckigem Grundriss besitzt an den Ecken übereck gestellte Erkerbauten Die beiden östlichen wurden im Zuge eines Ausbaus im Jahr 1973 errichtet, die beiden westlichen sind aus Ecktürmen entstanden, die die fünfachsige Hauptfront seitlich abschlossen. Das ursprünglich mit Holzschindeln, heute mit Tondachziegeln gedeckte Gebäude hat ein hohes Walmdach, das auch über die vier Erker gezogen ist.